# Powder (rivière du Montana)
Pour les articles homonymes, voir Powder (rivière).
La Powder River (Páae-óˀheˀe dans la langue Cheyenne), situé dans le sud-est du Montana et le nord-est du Wyoming aux États-Unis, est un affluent de la Yellowstone River, et donc un sous-affluent du Mississippi par le Missouri. 

## Étymologie
Elle doit son nom au sable d'une partie de ses berges qui ressemble à de la poudre à canon (Gun Powder en anglais).

## Géographie
La Powder River fait environ 604 km de long. Elle arrose une zone connue historiquement sous le nom de « Région de la Powder River » sur les  hautes plaines à l'est des Big Horn Mountains.   
Elle est composée de trois bras dans l'est du Wyoming. 
Les bras septentrional et médian proviennent de la pente est des Big Horn Mountains. 
Le bras méridional coule sur la pente  nord du Garfield Peak dans les Granite Mountains à l'ouest de Casper. 
Les trois bras se rejoignent dans les collines à l'est des Bighorns, près de la ville de Kaycee. Après leur confluent, la rivière coule vers le nord, à l'est des Bighorns, jusqu'au Montana. 
Elle est ensuite rejointe par la Little Powder près de la ville de Broadus, et se jette dans la rivière Yellowstone à 80 kilomètres en aval de Miles City.
Le sous-sol de la formation géologique dite bassin de la rivière Powder (Powder river basin), situé près de la frontière entre le Montana et le Wyoming contient une source importante de charbon à basse teneur en soufre extrait aux États-Unis. C'est l'un des principaux gisements exploités pour le charbon (et depuis quelques années pour le gaz de couche, qui ici présente la particularité de contenir une forte part de gaz biogénique (90 à 95%) alors que ce gaz est habituellement principalement composé de méthane provenant de la thermolyse de la matière organique au fur et à mesure du processus de houillification). 
Ce charbon affleure en surface, permettant de vastes exploitations à ciel ouvert, moins coûteuses que s'il fallait creuser des galeries.

## Affluents

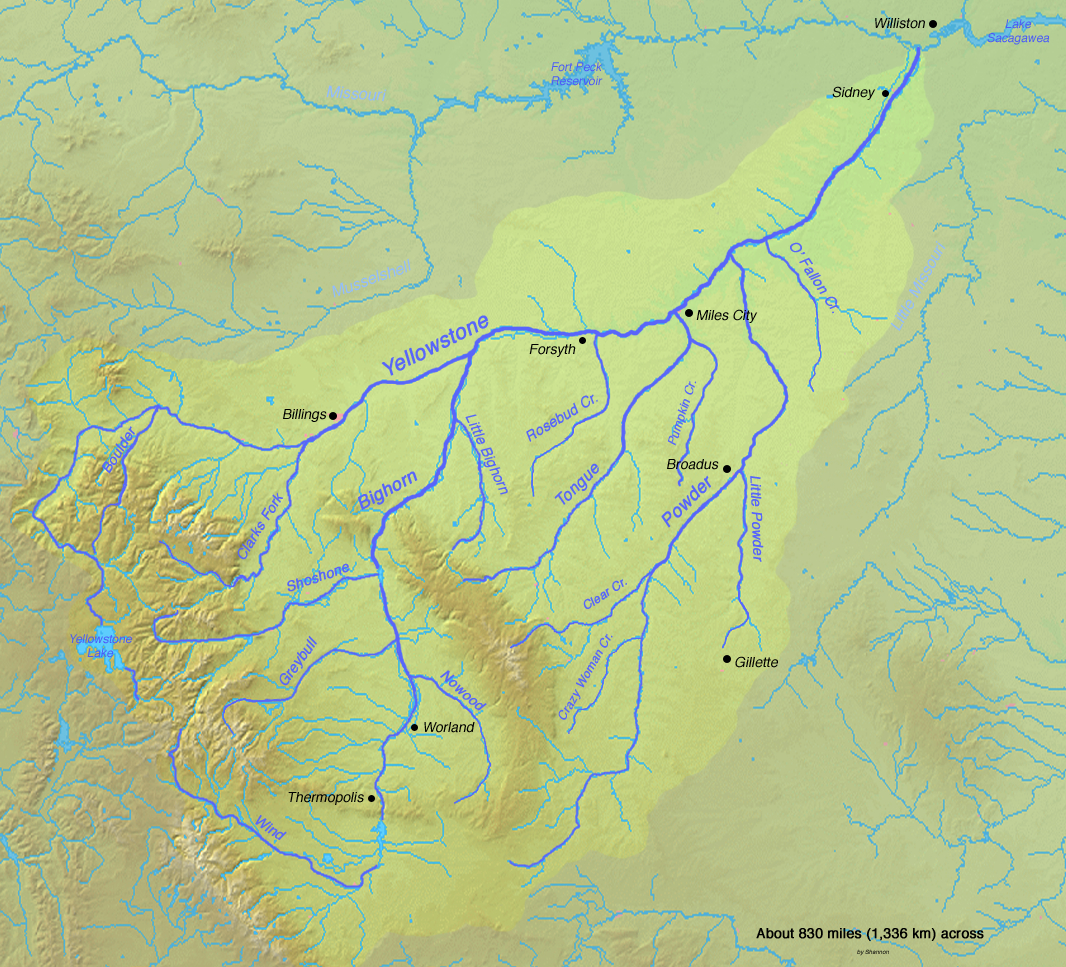
les trois affluents principaux de la Powder River

Les principaux affluents sont :
en rive gauche :
- la Clear Creek,
- la Crazy Woman Creek

et en rive droite :
- la Little Powder.

## Hydrologie
Son débit moyen est de 15,8 m3/s.